# Fenidon
Fenidon (1-fenyl-3-pyrazolidinon) je organická sloučenina, používaná především jako vyvíjecí látka pro fotografické vývojky. Má pětkrát až desetkrát silnější vyvíjecí účinky než metol. Je málo toxická a na rozdíl od některých jiných vyvíjecích látek nezpůsobuje kontaktní zánět kůže. Používá se také jako stabilizátor éteru v koncentraci 0,001 % (10 ppm) (zabraňuje v něm tvorbě peroxidů).

## Příprava
Fenidon se připravuje zahříváním fenylhydrazinu s kyselinou 3-chlorpropionovou